# Джунгляк мінданайський
Джунгляк мінданайський (Leonardina woodi) — вид горобцеподібних птахів родини мухоловкових (Muscicapidae). Ендемік Філіппін. Це єдиний представник монотипового роду Мінданайський джунгляк (Leonardina). Раніше цей вид відносили до родини тимелієвих (Timaliidae), однак за результатами низки мелекулярно-генетичних досліджень його переведено до родини мухоловкових.

## Опис
Довжина птаха становить 20 см. Верхня частина тіла рівномірно рудувато-коричнева, нижня — переважно сіра, горло біле, нижня частина живота і гузка руді. Дзьоб міцний, чорний, лапи довгі, чорнуваті. Голос — дуже високі посвисти й різкі скрегочучі звуки.

## Поширення і екологія
Мінданайські джунгляки є ендеміками острова Мінданао на півдні Філіппінського архіпелагу. Вони живуть у вологих гірських і рівнинних тропічних лісах. Зустрічаються на висоті від 500 до 2030 м над рівнем моря. Живляться комахами та іншими дрібними безхребетними, яких шукають у підліску.